# Ngaro
Die Ngaro (auch Island People in Australien genannt) waren ein Stamm der Aborigines. Sie werden als Seefahrer eingeordnet und nicht als typische Coastal People (indigene Küstenmenschen) Australiens. Sie waren der einzige seefahrende Aboriginesstamm Australiens und lebten etwa 9000 Jahre lang im Gebiet der Whitsunday Islands im heutigen Queensland. Die Ngaro starben als Stamm in der Zeit der britischen Kolonisation aus.

## Geschichte
Von den Ngaro berichtete erstmals James Cook nach seinen Entdeckungsreisen, als er Menschen beschrieb, die auf der See zwischen den Whitsunday Islands mit Auslegerkanus fuhren. Die Ngaro waren in der Lage zwischen den Inseln zu navigieren; sie orientierten sich vermutlich an Wellenbewegungen, Gerüchen der Inseln und an Sternenkonstellationen. Auf den Whitsunday-Inseln finden sich Hunderte ihrer Spuren unter Felsen und an Feuerstellen. Am Nara Inlet, einem Fjord auf Hook Island, wurde eine Fundstätte archäologisch aufgeschlossen, die im Great Barrier Reef Marine Park liegt und als älteste menschliche Fundstätte an der Ostküste Australiens gilt.
Zu berücksichtigen ist, dass die heutige Küstenlinie vor 18.000 Jahren Hunderte von Kilometern östlich lag. Während der Eiszeiten war das Wasser in den Polkappen gebunden, und als die Ngaro nach Nara Inlet kamen, war dies noch ein Teil des Festlands. Als sich das Klima erwärmte, schmolzen die Polkappen ab und das Gebiet der Whitsunday-Inseln wurde mit Wasser überschwemmt. Der heutige Wasserstand ist etwa derjenige, der vor 6000 Jahren entstand, und zahlreiche historische Stätten der Aborigines liegen unter Wasser.
In den vor 9000 bis 3000 Jahren besiedelten Gebieten wurden bei archäologischen Grabungen Schalentiere, Fische und Schildkröten gefunden. Danach gab es einen dramatische Klimawechsel, und es wurden kleine Wale, Dugong und große Meeresschildkröten mit Speeren mit Widerhaken aus den Auslegerkanus in der offenen See gejagt. Mit dieser Jagdform kam Blut ins Wasser, und die Jäger wurden durch Haie bedroht. Trotzdem zeigten die Aborigines, dass sie in der Lage waren, sich anzupassen, erfolgreich zu überleben und sich weiterzuentwickeln. Im späten Holozän, vor etwa 3000 Jahren, explodierte die Anzahl der Stätten der Aborigines an der Ostküste Australiens.
Auf South Molle Island war der Steinbruch, aus dem die Ngaros ihr spezielles Steinwerkzeug, das so genannte Juan-Messer herstellten. Dieses Artefakt wurde bis Cape Cleveland im Süden von Townsville gefunden, da es offensichtlich gezielt gehandelt wurde.

## Europäische Besiedlung
Erste konfliktfreie Begegnungen von Europäern und den Ngaro wurden in der Zeit von 1788 bis 1861 berichtet, als mit Dugong- und Schildkrötenfleisch Glas und Nadeln getauscht wurden. Nach 1861 begannen die Konflikte, da die europäischen Siedler die freie Bewegung der Aborigines auf ihren angestammten Gebieten be- bzw. verhinderten. Es gibt Berichte, dass ihre Boote verbrannt und Aborigines getötet wurden. Das Native-Police-Corps wurde beauftragt, zwischen den Streitenden zu schlichten, und von dem Jahr 1870 an ging die traditionelle Lebensweise der Aborigines verloren. Sie wurden endgültig von ihrem Land vertrieben und mussten, um zu überleben, in den Mühlen des britischen Landeigentümers Nicholson auf Lindeman Island arbeiten.
Ihre Geschichten zur Traumzeit, ihre Plätze und Erlebnisse sind bis zum heutigen Tage überliefert. Da sich ihr Leben mit der Integration ins industrielle Zeitalter dramatisch veränderte, ging ihre Identität zu ihrem Land verloren, ein wesentlicher Aspekt ihrer Spiritualität.
An zwei Orten, im Proserpine Museum und im Büro Airlie Beach National Parks, gibt es Artefakte und Informationen über den Stamm der Ngaro. Nach den Ngaro ist ein Seeweg, der zwischen der Whitsunday Island, South Molle Island und Hook Island bis zum Nara Inlet führt, als Ngaro-Seatrail benannt.